# Carol Knox
Carol Knox (Glasgow, 7 ottobre 1950) è un'ex calciatrice neozelandese.

## Biografia
Dopo una breve carriera calcistica, resta nel mondo dello sport come personal trainer.

### Nazionale
Carol Knox è stata nella squadra che ha inaugurato la storia delle Football Ferns il 25 agosto 1975, con l'esordio in AFC Women's Asian Cup. La Nuova Zelanda vinse poi quell'edizione (la prima) della manifestazione.
Quell'occasione resta la sua unica esperienza in nazionale.

## Palmarès
- Coppa d'Asia: 1

Hong Kong 1975